# Najran SC
Najran Sport Club (arabă نادي نجران الرياضي) este un club de fotbal din Najran, Arabia Saudită. Joacă în primul eșalon saudit.

## Lotul actual
| Nr. |                | Poziție | Jucător          |
| --- | -------------- | ------- | ---------------- |
| 33  | Arabia Saudită | P       | Jaber Al-Ameri   |
|     | Arabia Saudită | F       | Fawwaz Al-Moqati |
| 24  | Arabia Saudită | F       | Ali Al-Sagoor    |
| 31  | Arabia Saudită | F       | Fahad Adawi      |
| 27  | Arabia Saudită | F       | Naser Hadeeb     |
|     | Arabia Saudită | M       | Saad Al-Yami     |
| 19  | Arabia Saudită | M       | Azzan Magboul    |
|     | Franța         | M       | Cédric Kasimba   |
| 10  | Arabia Saudită | A       | Awad Al-Otabi    |
| 20  | Arabia Saudită | A       | Al Hasan Al-Yami |
| 9   | Arabia Saudită | A       | Ali Dhawi        |

## Jucători notabili
-  Al Hasan Al-Yami